# Михољска народна скупштина у Београду
Последња народна скупштина под владавином Кнеза Михаила Обреновића заседала јe од 29. септембра до 13. октобра 1867, дакле y времену после предаје градова и y току великих припрема које су на све стране вршене да сe Србија оснажи. Сазив јe извршен по одредбама закона о народној скупштини из 1861. Избори су проведени десет дана пре скупштинског састанка. По праву које му је припадало, Кнез Михаило именовао јe указом скупштинско часништво, па јe за председника лоставио Живка Карабиберовића, за потпредседника Тодора Туцаковића, чланове народне скупштине, за секретаре Милана Ђ. Милићевића и Ђорђа Пантелића, секретаре министарства, који нису били народни посланици.
Скупштина је отворена 29. септембра беседом Кнеза Михаила, који је изразио своју радост ради постигнутих успеха око предаје градова. Нагласио је потребу јачања војне организације која ће y скоро време имати велике задатке. Скупштина је Кнезу одговорила једном опширном адресом која је снабдевена потписима свих народних посланика и прочитана пред свим посланицима и министрима y дворцу. По прочитању адресе Кнез је позвао народне посланике да заједно с њим обиђу тополивницу y којој је, пред Кнезом и посланицима за време разгледања, изливено осам топова.
По томе се прешло на читање реферата појединих министара. Кнез Михаило завео је обичај да министри детаљно обавештавају скупштину о свим радовима који су изведвни y минулом периоду, било да су ти радови извођени законодавним или администратавним путем, помоћу уредаба и правилника. Реферати министарски били су дуги и монотони, и редовно су свршаватаи констатацијом да Србија смишљено и брзо корача општем напретку. Противио томе, његови министри недовољно су обавештавали скупштину о својим даљим намерама.
Кад су завршени министарски реферати, скупштина јe почела да сe бави својим предлозима, па је изабран специјални скупштииски одбор који јe добио задатак да их прегледа па да сe, тек по томе прегледу, одлучи који ће се влади поднети a од којих ће сe одустати. Наводимо овде некоје од тих предлога:
- да сe заведе што више школа, и да школа буде обавезна;
- да сe y свакој вароши отвори полугимназија;
- да се у свакој вароши установи пошта;
- да за већа злочинства суди порота;
- да сe по срезовима заведу узорне економије;
- да сe донесе менични закон;
- да сe српска монета и мере уједначе што јe могуће пре;
- да сe адвокати или укину, или да сe за адвокате поставе добри и поштени људи;
- да сe дигне аустријска „пост-експедиција" из Београда.

Било јe и предлога чисто политичке природе. Тако јe предлагано „да сe скупштини даде право удела y законодавству" (предлог проте Јована Јовановића, посланика из Јагодине са друговима); „да министри буду одговорни Књазу и Скупштини, као и други чиновници" (предлог народних посланика среза рамског, округа јагодинског, и вароши Смедерева и Пожаревца); „да народна скупштина сама себи бира председатеља и секретаре, a не да их поставља Књаз" ("Предлог посланика округа јагодинског •и вароши Пожаревца); „да сe заведе закон о слободној штампи" (народни посланици многих срезова и округа); итд. Сви ти предлози били су одбијени како y скупштинском одбору који их јe проучавао, тако и на пленарним седницама скупштиноким.
Сесија јe завршена 13. октобра Кнежевом беседом и y присуству самога Кнеза, који сe опростио ca скупштином пољубивши сe ca председником и потпредседником скупштине.